# مقاطعة جوسيفين (أوريغون)
مقاطعة جوسيفين (بالإنجليزية: Josephine County)‏ هي إحدى مقاطعات ولاية أوريغون في الولايات المتحدة الأمريكية.